# St Mark's Basilica
St Mark's Basilica, né en 2018, est un cheval de course pur-sang, spécialisé dans les courses de plat. Appartenant au consortium Coolmore, entraîné en Irlande par Aidan O'Brien, il est élu cheval de l'année en Europe en 2021.

## Carrière de course
Élevé par l'Australien Robert Scarborough, acquis par Coolmore pour 1 300 000 Guinées aux ventes de yearlings Tattersalls en octobre 2019, St Mark's Basilica débute sous les couleurs Magnier/Smith/Tabor au mois de juillet de son année de deux ans sur l'hippodrome de Curragh. Il y termine deuxième, et pourtant son entourage décide de le présenter deux semaines plus tard au niveau Groupe 1 dans les Phoenix Stakes, preuve de l'estime qu'il lui porte. Le poulain termine à la cinquième place, puis redescend de quelques étages pour remporter, toujours au Curragh son maiden le 22 août. Courant rapproché, St Mark's Basilica regrimpe à nouveau les étages et termine troisième des National Stakes dès le 13 septembre. En un mois et demi, il a déjà couru quatre fois. 
Engagé dans le Prix Jean-Luc Lagardère lors du week-end du Prix de l'Arc de Triomphe à Longchamp, St Mark's Basilica doit renoncer au dernier moment : tous les chevaux de Coolmore ont été nourris avec des aliments de la marque Gain contaminés au Zilpaterol, une substance prohibée, ce qui contraint tous les représentants de Coolmore à déclarer forfait pour éviter le risque d'un contrôle positif. Changement de plan, et direction l'Angleterre : St Mark Basilica se console en s'offrant les Dewhurst Stakes en octobre, son premier succès au niveau des groupes, qui lui vaut le meilleur rating FIAH des 2 ans européens, 120, mais pas le titre de meilleur 2 ans de l'année en Europe, qui revient à son compagnon d'écurie Van Gogh. 
Après le repos hivernal, St Mark's Basilca est programmé pour un printemps classique français, Aidan O'Brien visant un doublé Poule d'Essai des Poulains / Prix du Jockey Club, une course qu'il n'a jamais remporté bien qu'il y ait présenté quelque 40 poulains en une vingtaine d'années. La pandémie de Covid-19 rendant compliqués les déplacements de jockeys d'un pays à l'autre, le poulain est confié au Français Ioritz Mendizabal dans la Poule d'Essai, et s’acquitte parfaitement de sa tâche, l’emportant sur une belle accélération. Cette victoire fait de lui le favori logique du Prix du Jockey Club, malgré le rallongement de distance. Sur les 2100 mètres de l'hippodrome de Chantilly, à nouveau monté par Ioritz Mendizabal, St Mark's Basilica s'y impose, une nouvelle fois brillamment, et permet de garnir le palmarès d'Aidan O'Brien d'un premier derby français,,. Malgré la belle impression visuelle, les handicapeurs lui attribuent un rating assez moyen de 120. 
Pourtant, sa démonstration dans les Eclipse Stakes un mois plus tard lui donne une autre stature. Opposé à trois adversaires seulement, il doit surtout affronter son prédécesseur au palmarès du Jockey Club, Mishriff, l'un des favoris du prochain Prix de l'Arc de Triomphe. Il n'en fait qu'une bouchée, montrant qu'il peut prétendre au titre de meilleur cheval européen, ce qu'accrédite son rating de 127. St Mark's Basilca fait décidément le vide autour de lui : lors de sa sortie suivante, dans les Irish Champion Stakes, il n'a à nouveau que trois adversaires. Mais encore une fois, deux d'entre eux ne sont pas des faire-valoir : Tarnawa est triple lauréate de groupe 1 (dont une Breeders' Cup Turf) et le lauréat des Guinées Poetic Flare, qui se teste sur plus long, passe pour l'un des meilleurs 3 ans sur le mile. La course est spectaculaire, d'autant que St Mark's Basilica penche énormément en fin de parcours, emmenant avec lui Tarnawa et déclenchant une longue enquête des commissaires. Mais le champion de Coolmore garde le bénéfice de son succès sur la piste, demeurant invaincu en 2021, avec à la clé un cinquième groupe 1 consécutif. 
C'est tout. Le 27 septembre, Coolmore annonce que son champion se retire de la scène pour se consacrer à la reproduction, son oblique dans les Irish Champion Stakes pouvant être révélatrice d'une blessure. C'est donc pour le préserver et éviter de prendre le risque d'une blessure plus grave que le cheval est envoyé au haras. À cette occasion, Aidan O'Brien déclare que St Mark's Basilica est "un cheval merveilleux. Peut-être le meilleur que nous ayons jamais eu à Ballydoyle (le centre d'entraînement de l'écurie Coolmore)". Nommé aux Cartier Racing Awards face à Mishriff, Torquator Tasso et Baaeed, le 10 novembre 2021, St Mark's Basilica est élu cheval de l'année en Europe, ainsi que meilleur 3 ans,.    

### Résumé de carrière
| Date         | Hippodrome   | Pays        | Course                     | Statut      | Distance    | Jockey        | Place       | Écart       | Vainqueur ou deuxième | Temps       |
| 2020, 2 ans  | 2020, 2 ans  | 2020, 2 ans | 2020, 2 ans                | 2020, 2 ans | 2020, 2 ans | 2020, 2 ans   | 2020, 2 ans | 2020, 2 ans | 2020, 2 ans           | 2020, 2 ans |
| ------------ | ------------ | ----------- | -------------------------- | ----------- | ----------- | ------------- | ----------- | ----------- | --------------------- | ----------- |
| 26 juillet   | Curragh      | Irlande     | Maiden                     |             | 1 200 m     | W. Lordan     | 2e / 9      | 2 ¼         | California Forest     | 1'15"44     |
| 9 août       | Curragh      | Irlande     | Phoenix Stakes             | Gr. 1       | 1 200 m     | W. Lordan     | 5e / 10     |             | Lucky Vega            | 1'13"35     |
| 22 août      | Curragh      | Irlande     | Maiden                     |             | 1 200 m     | S. Heffernan  | 1er / 18    | 1 ¼         | Mary Tudor            | 1'16"63     |
| 13 septembre | Curragh      | Irlande     | National Stakes            | Gr. 1       | 1 400 m     | R. Moore      | 3e / 10     |             | Thunder Moon          | 1'28"53     |
| 10 octobre   | Newmarket    | Royaume-Uni | Dewhurst Stakes            | Gr. 1       | 1 400 m     | L. Dettori    | 1er / 12    | 3/4         | I'm So Fancy          | 1'25"24     |
| 2021, 3 ans  |              |             |                            |             |             |               |             |             |                       |             |
| 16 mai       | Longchamp    | France      | Poule d'Essai des Poulains | Gr. 1       | 1 600 m     | I. Mendizabal | 1er / 12    | 1 ¾         | Colosseo              | 1'40"15     |
| 6 juin       | Chantilly    | France      | Prix du Jockey Club        | Gr. 1       | 2 100 m     | I. Mendizabal | 1er / 19    | 1 ¾         | Sealiway              | 2'07"30     |
| 3 juillet    | Sandown      | Royaume-Uni | Eclipse Stakes             | Gr. 1       | 2 000 m     | R. Moore      | 1er / 4     | 3 ½         | Addeybb               | 2'10"87     |
| 14 septembre | Leopardstown | Irlande     | Irish Champion Stakes      | Gr. 1       | 2 000 m     | R. Moore      | 1er / 4     | 3/4         | Tarnawa               | 2'11"19     |

## Au haras
St Mark's Basilica est très attendu au haras, Coolmore, par la voix de David O'Loughlin, avançant même qu'il s'agit de "l'espoir le plus excitant pour le haras depuis son grand-père Galileo". Un Galileo décédé en juillet 2021 et dont le box est désormais occupé par St Mark's Basilica, comme un symbole. Il entame sa carrière à 65 000 € la saillie, un tarif élevé pour un débutant.

## Origines
St Mark's Basilica est le cinquième lauréat classique de Siyouni, l'un des étalons les plus en vue en Europe, et d'une fille de Galileo, un croisement déjà à l'origine du champion Sottsass, lauréat du Prix de l'Arc de Triomphe et du Prix du Jockey Club.
La mère de St Mark's Basilica, Cabaret, fut elle aussi acquise yearling par Coolmore, mais pour 300 000 Guinées, et entraînée par Aidan O'Brien. Elle est bien née, sœur notamment de Ho Choi (par Pivotal), lauréat du Queen's Silver Jubilee Cup, un groupe 1 à Hong Kong, et de Drumfire (Danehill Dancer), qui allait s'illustrer en remportant un groupe 3, les Solario Stakes. Cabaret elle aussi s'imposa dans un groupe 3, les Silver Flash Stakes, une course irlandaise destinée aux 2 ans, puis participa sans succès au Prix Marcel Boussac. L'année suivante, elle courut trois fois pour autant d'échecs, et fut orientée vers l'élevage. Elle passa en vente en décembre 2011, alors qu'elle avait 4 ans, pleine de Danehill Dancer, et fut adjugée à Robert Scarborough pour 600 000 Guinées. Un achat qui allait s'avérer judicieux puisque Cabaret allait donner naissance à deux vainqueurs classiques : St Mark's Basilica et son aîné Magna Grecia (Invincible Spirit), lauréat du Futurity Trophy et des 2000 Guinées.

### Pedigree
| Origines de St Mark's Basilica (FR), mâle bai né en 2018 | Origines de St Mark's Basilica (FR), mâle bai né en 2018 | Origines de St Mark's Basilica (FR), mâle bai né en 2018 | Origines de St Mark's Basilica (FR), mâle bai né en 2018 |
| -------------------------------------------------------- | -------------------------------------------------------- | -------------------------------------------------------- | -------------------------------------------------------- |
| Père Siyouni                                             | Pivotal                                                  | Polar Falcon                                             | Nureyev                                                  |
| Père Siyouni                                             | Pivotal                                                  | Polar Falcon                                             | Marie d'Argonne                                          |
| Père Siyouni                                             | Pivotal                                                  | Fearless Revival                                         | Cozzene                                                  |
| Père Siyouni                                             | Pivotal                                                  | Fearless Revival                                         | Stufida                                                  |
| Père Siyouni                                             | Sichilla                                                 | Danehill                                                 | Danzig                                                   |
| Père Siyouni                                             | Sichilla                                                 | Danehill                                                 | Razyana                                                  |
| Père Siyouni                                             | Sichilla                                                 | Slipstream Queen                                         | Conquistador Cielo                                       |
| Père Siyouni                                             | Sichilla                                                 | Slipstream Queen                                         | Country Queen                                            |
| Mère Cabaret                                             | Galileo                                                  | Sadler's Wells                                           | Northern Dancer                                          |
| Mère Cabaret                                             | Galileo                                                  | Sadler's Wells                                           | Fairy Bridge                                             |
| Mère Cabaret                                             | Galileo                                                  | Urban Sea                                                | Miswaki                                                  |
| Mère Cabaret                                             | Galileo                                                  | Urban Sea                                                | Allegretta                                               |
| Mère Cabaret                                             | Witch of Fife                                            | Lear Fan                                                 | Roberto                                                  |
| Mère Cabaret                                             | Witch of Fife                                            | Lear Fan                                                 | Wac                                                      |
| Mère Cabaret                                             | Witch of Fife                                            | Fife                                                     | Lomond                                                   |
| Mère Cabaret                                             | Witch of Fife                                            | Fife                                                     | Fiddle-Faddle (famille 6-e)                              |